# Bourg-de-Thizy
Bourg-de-Thizy var en kommun i departementet Rhône i regionen Auvergne-Rhône-Alpes i östra Frankrike. Kommunen låg i kantonen Thizy som tillhör arrondissementet Villefranche-sur-Saône. Området som utgjorde den tidigare kommunen Bourg-de-Thizy hade 2 468 invånare år 2017.
Kommunen upphörde den 1 januari 2013, då den slogs samman med kommunerna La Chapelle-de-Mardore, Mardore, Marnand och Thizy till den nya kommunen Thizy-les-Bourgs.

## Befolkningsutveckling
Antalet invånare i kommunen Bourg-de-Thizy
| Referens: INSEE |